# فتح علي خان الداغستاني
فتح علي خان الداغستاني (بالفارسية: فتحعلی خان داغستانی) كان الصدر الأعظم للدولة الصفوية في الفترة ما بين تموز (يوليو) 1716 حتى تشرين الثاني (نوفمبر) 1720. تُوفي سنة 1722 سجينًا بمدينة شيراز.